# Windmolenstelsel

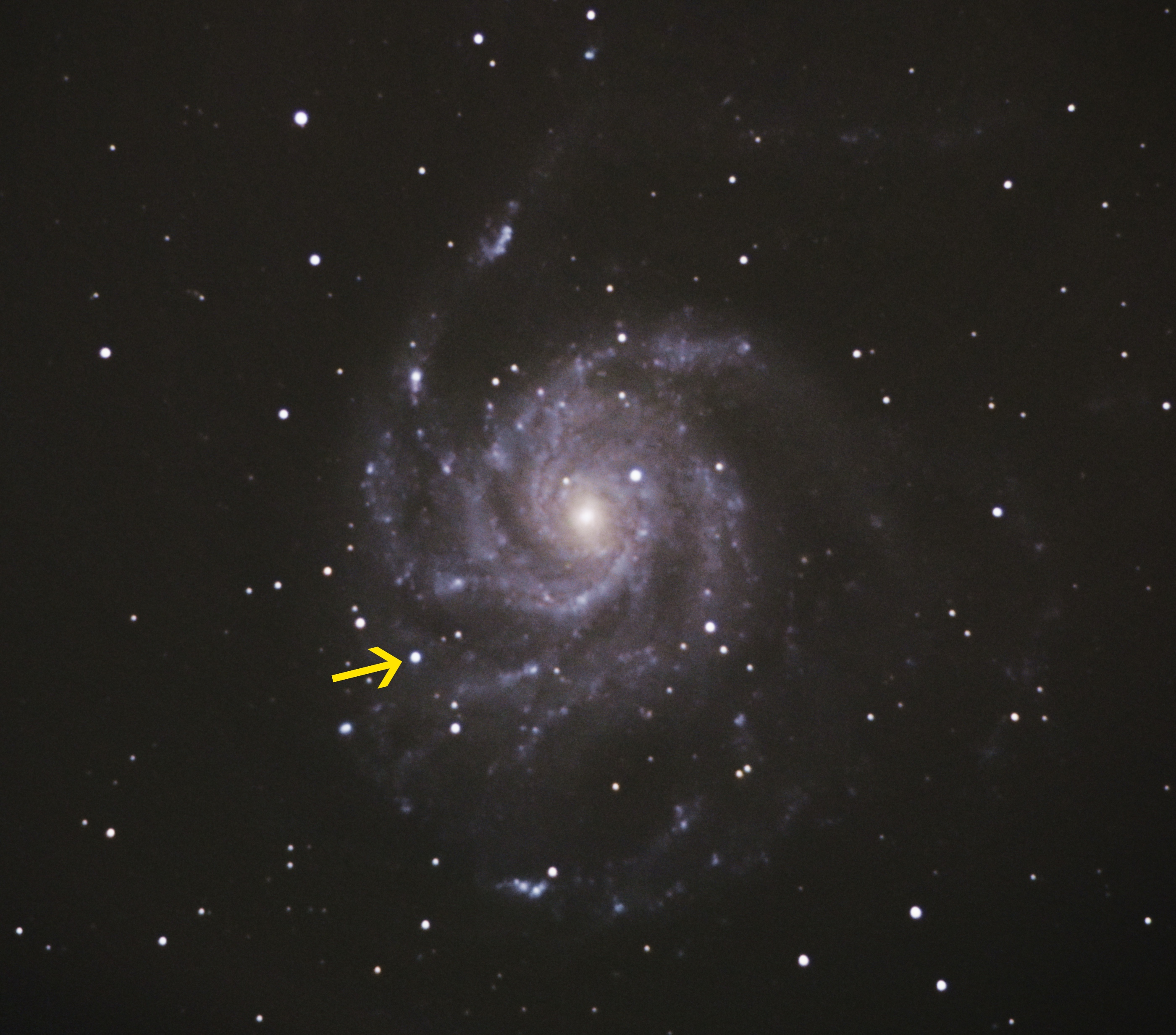
Supernova SN 2011fe in M101

Het Windmolenstelsel (Messier 101 / NGC 5457) is een spiraalvormig sterrenstelsel in het sterrenbeeld Grote Beer. Het stelsel werd op 17 maart 1781 ontdekt door Pierre Méchain.
M101 heeft een diameter van 170 000 lichtjaar en een absolute magnitude van -21,6. Waarnemingen van cepheïden hebben aangetoond dat dit stelsel zo'n 21 miljoen lichtjaar van de Aarde af ligt. Er zijn vijf supernovae in M101 waargenomen; in 1909, 1951, 1970, 2011 en in 2023. M101 is het helderste lid van de M101-groep van sterrenstelsels. Deze groep behoort tot de Virgosupercluster.
De volgende NGC-objecten maken deel uit van M101: NGC 5447, NGC 5449, NGC 5450, NGC 5451, NGC 5453, NGC 5455, NGC 5458, NGC 5461 en NGC 5462.